# Kimodameshi
Kimodameshi (きもだめし, test de courage) (肝試し ()), est une activité japonaise dans laquelle les gens explorent des endroits effrayants et potentiellement dangereux pour tester leur capacité à résister à la peur et à développer leur courage.
Le kimodameshi est généralement pratiqué en été, dans des activités de groupe telles que des excursions de clubs scolaires ou du camping. La nuit, des groupes de personnes visitent des lieux effrayants comme un cimetière, une maison hantée ou un chemin forestier pour y effectuer des missions spécifiques,,,,.